# باريك للذهب
باريك للذهب (بالإنجليزية: Barrick Gold)‏ هي شركة متخصصة في تعدين الذهب؛ وهي الأكبر من نوعها في العالم، إذ لديها استثمارات بما قيمته 7 مليون أونصة تروي في السوق، أي ما يعادل 200 طن من الذهب.
تأسست الشركة سنة 1978 بواسطة بيتر مونك Peter Munk؛ ويقع مقر الشركة حالياً في مدينة تورونتو الكندية.
لشركة باريك للذهب عمليات تعدينية في عدد من بلدان العالم، مثل أستراليا والولايات المتحدة وكندا والأرجنتين وتشيلي والبيرو وزامبيا والمملكة العربية السعودية.